# Уразова, Ольга Ивановна
Ольга Ивановна Уразова (род. 22 марта 1972 года, Томск, СССР) — российский учёный-патолог, специалист в области клеточной биологии, член-корреспондент РАН (2016).

## Биография
Родилась 22 марта 1972 года в Томске.
В 1995 году — окончила биологический факультет Томского медицинского института (сейчас это — Сибирский государственный медицинский университет), специальность «медицинская биофизика».
В 1998 году — защитила кандидатскую диссертацию, тема: «Картина крови и механизмы нарушения кроветворения при цитостатической болезни в условиях присоединяющейся коли инфекции» (научный руководитель — член-корреспондент РАМН В. В. Новицкий).
В 2002 году — защитила докторскую диссертацию, тема: «Типовые реакции мононуклеаров крови у детей при инфекционном мононуклеозе».
В 2007 году — присвоено учёное звание профессора.
В 2016 году — избран членом-корреспондентом РАН.
Работает на кафедре патофизиологии СибГМУ, с 2003 года по настоящее время — профессор кафедры.

## Научная деятельность
Ведет исследования в области изучения клеточной биологии, патофизиологии системы крови и иммунитета, гематологии.
Автор и соавтор 460 научных работ, 13 монографий и 9 учебно-методических пособий (в том числе учебника по патофизиологии для студентов медицинских вузов), 1 пособия для врачей, 11 патентов на изобретения.
Под её руководством защищено 8 докторских и 30 кандидатских диссертаций.
Член редколлегий журналов «Бюллетень сибирской медицины», «Клиническая патофизиология».

## Награды
- Премия РАМН имени И. В. Давыдовского (2010) — за лучшую научную работу по общей патологии за цикл работ «Молекулярные основы патологии клеток крови при социально значимых заболеваниях»